# Loxaspilates nakajimai
Loxaspilates nakajimai es una polilla de la familia Geometridae . 
Se encuentra en Taiwán.